# Tibouchina salviaefolia
Tibouchina salviaefolia är en tvåhjärtbladig växtart som beskrevs av Célestin Alfred Cogniaux. Tibouchina salviaefolia ingår i släktet Tibouchina och familjen Melastomataceae. Inga underarter finns listade i Catalogue of Life.